# HD 194953
HD 194953，又名BD+02 4175，SAO 125843、HR 7824，是一颗恒星，视星等为6.21，位于銀經47.24，銀緯-19.95，其B1900.0坐标为赤經20h 23m 14.3s，赤緯+2° -19.95′ 22″。